# تفجير كابل الانتحاري أكتوبر 2020
تفجير كابل الانتحاري أكتوبر 2020 هو تفجير انتحاري وقع في 24 أكتوبر 2020 بالقرب من مركز تدريب يدعى «كوثر دانش» في منطقة «دشت بارتشي» غربي العاصمة الأفغانية كابل.
أسفر الهجوم عن مقتل 30 شخصًا وإصابة 70 آخرين. وكان معظم الضحايا من الطلاب الذين تتراوح أعمارهم بين 15 و26 عاما. أعلن تنظيم الدولة الإسلامية - ولاية خراسان مسؤوليته عن الهجوم.

## الهجوم
وقع الهجوم في مساء يوم السبت 24 أكتوبر حوالي الساعة 4:30 مساءً، خارج مركز كوثر دانش التعليمي في منطقة دشت بارتشي بغرب كابل، وهى منطقة تقطنها أغلبية من الهزارة.
وقال المتحدث باسم وزارة الداخلية الأفغانية: «أراد مهاجم انتحاري دخول المركز التعليمي، لكن حراس المركز تعرفوا عليه ليقوم بعدها بتفجير قنابله في ممر».
أسفر الهجوم عن مقتل 18 شخصًا على الأقل وإصابة 48 آخرين. وفي اليوم التالي، ارتفع عدد قتلى الهجوم إلى 30 والمصابين إلى 70 شخصا.
وكان معظم الضحايا من المراهقين تتراوح أعمارهم بين 15 و26 عامًا.
وفي المنطقة ذاتها من كابل، لقي عشرات الطلاب حتفهم في الهجوم علی مركز موعود التعليمي أغسطس 2018، كما هاجم مسلحون قسما للولادة بأحد المستشفيات بالعاصمة كابل في مايو، أدى إلى مقتل 24 شخصا بينهم أمهات وأطفال.

## المسئولية
ألقت السلطات الأفغانية باللوم على حركة طالبان في الوقوف وراء الهجوم. لكن نفى متحدث باسم حركة طالبان على تويتر مسؤولية الحركة عن هذا الهجوم.
أعلن تنظيم «الدولة الإسلامية» مسؤوليته عن التفجير، في بيان نشره على تطبيق تليغرام.

## ردود الفعل
- أدان رئيس المجلس الأعلى للمصالحة الوطنية عبد الله عبد الله، في بيان الهجوم الانتحاري على مركز التدريب، قائلا إنه «غير إنساني ويتعارض مع المبادئ والقيم الإسلامية».[8]
- وقالت شهرزاد أكبر رئيسة اللجنة المستقلة لحقوق الإنسان في أفغانستان على تويتر: «إلى أي مدى نستطيع تحمل المزيد، كأفراد وكمجتمع؟» مضيفة أن استهداف المدنيين جريمة حرب.[9]
- ادان المتحدث باسم وزارة الخارجية الإيرانية سعيد خطيب زادة، بشدة الهجوم الإرهابي في كابل، مصرحًا ان «أفغانستان العزيزة تلقت الجراح جراء الإرهاب مرة أخرى». وقال: «ان إيران الليلة هي في عزاء أفغانستان».[10]
- وقال المبعوث الباكستاني الخاص لشؤون أفغانستان، محمد صادق، إن باكستان «تدين بأشد العبارات الهجوم الإرهابي غير الإنساني الذي وقع خارج مركز تعليمي في كابول».[1]
- أدان روس ويلسون القائم بالأعمال في سفارة الولايات المتحدة في كابل الهجوم على مركز تدريب كوثر، قائلا «إن الشعب الأفغاني يريد السلام ويرفض مثل هذا العنف».[2]